# Prodiamesa nagaii
Prodiamesa nagaii är en tvåvingeart som beskrevs av Sasa och Kawai 1985. Prodiamesa nagaii ingår i släktet Prodiamesa och familjen fjädermyggor. Inga underarter finns listade i Catalogue of Life.